# Ingrit Valencia
Ingrit Valencia (2 de setembro de 1988) é uma pugilista colombiana, medalhista olímpica. 

## Carreira
Ingrit Valencia competiu na Rio 2016, na qual conquistou a medalha de bronze no peso mosca.